# جمیله (فیلم)
جمیله (انگلیسی: Jamila, the Algerian) یک فیلم به کارگردانی یوسف شاهین است که در سال ۱۹۵۸ منتشر شد. از بازیگران آن می‌توان به ماجدة، صلاح ذوالفقار، محمود الملیجی اشاره کرد.